# Меттлер (Каліфорнія)
Меттлер (англ. Mettler) — переписна місцевість (CDP) в США, в окрузі Керн штату Каліфорнія. Населення — 90 осіб (2020).

## Географія
Меттлер розташований за координатами 35°3′49″ пн. ш. 118°58′23″ зх. д. / 35.06361° пн. ш. 118.97306° зх. д. (35.063563, -118.972980).  За даними Бюро перепису населення США в 2010 році переписна місцевість мала площу 0,60 км², уся площа — суходіл.

## Демографія
Згідно з переписом 2010 року, у переписній місцевості мешкало 136 осіб у 31 домогосподарстві у складі 27 родин. Густота населення становила 226 осіб/км².  Було 36 помешкань (60/км²).
Расовий склад населення:
| - 54,4 % — білих - 31,6 % — осіб інших рас |

До двох чи більше рас належало 14,0 %. Частка іспаномовних становила 80,1 % від усіх жителів.
За віковим діапазоном населення розподілялося таким чином: 27,2 % — особи молодші 18 років, 64,7 % — особи у віці 18—64 років, 8,1 % — особи у віці 65 років та старші. Медіана віку мешканця становила 28,5 року. На 100 осіб жіночої статі у переписній місцевості припадало 109,2 чоловіків;  на 100 жінок у віці від 18 років та старших — 130,2 чоловіків також старших 18 років.
Середній дохід на одне домашнє господарство  становив 36 334 долари США (медіана — 40 000), а середній дохід на одну сім'ю — 49 525 доларів (медіана — 44 167). Медіана доходів становила 25 938 доларів для чоловіків та 25 000 доларів для жінок. За межею бідності перебувало 21,3 % осіб, у тому числі 0,0 % дітей у віці до 18 років та 60,0 % осіб у віці 65 років та старших.
Цивільне працевлаштоване населення становило 37 осіб. Основні галузі зайнятості: сільське господарство, лісництво, риболовля — 43,2 %, транспорт — 21,6 %, освіта, охорона здоров'я та соціальна допомога — 16,2 %, роздрібна торгівля — 10,8 %.